# RoboCop (jeu vidéo, 2003)
Pour les articles homonymes, voir Robocop (homonymie).
Ne doit pas être confondu avec RoboCop (jeu vidéo, 1988).
RoboCop est un jeu vidéo de tir à la première personne développé et édité par Titus Interactive dans le studio à Saint-Thibault-des-Vignes ; sorti en 2003 sur Windows, GameCube (uniquement au japon), PlayStation 2 et Xbox. Il est leur dernier jeu avant la liquidation judiciaire de 2005.

## Bonus
Un making of du jeu demandé par le distributeur américain est disponible sur la version Xbox, présentant les différentes étapes de développement. On peut apercevoir le programmeur, les artistes 2D/3D ainsi que les designers travailler dans le studio situé à Saint-Thibault-des-Vignes.

## Accueil
- Jeuxvideo.com : 5/20 (PC)[2] - 5/20 (PS2)[3] - 7/20 (Xbox)[4]